# João Carlos de Saldanha Oliveira e Daun

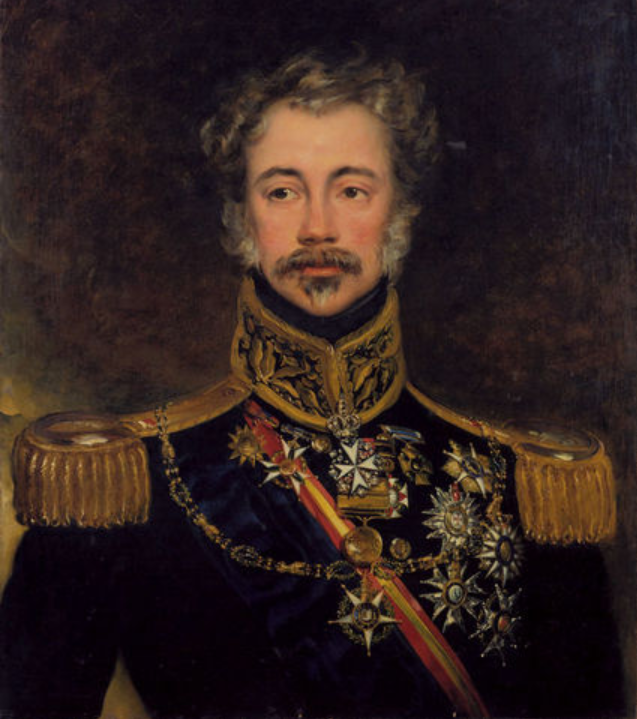
João Carlos de Saldanha Oliveira e Daun.

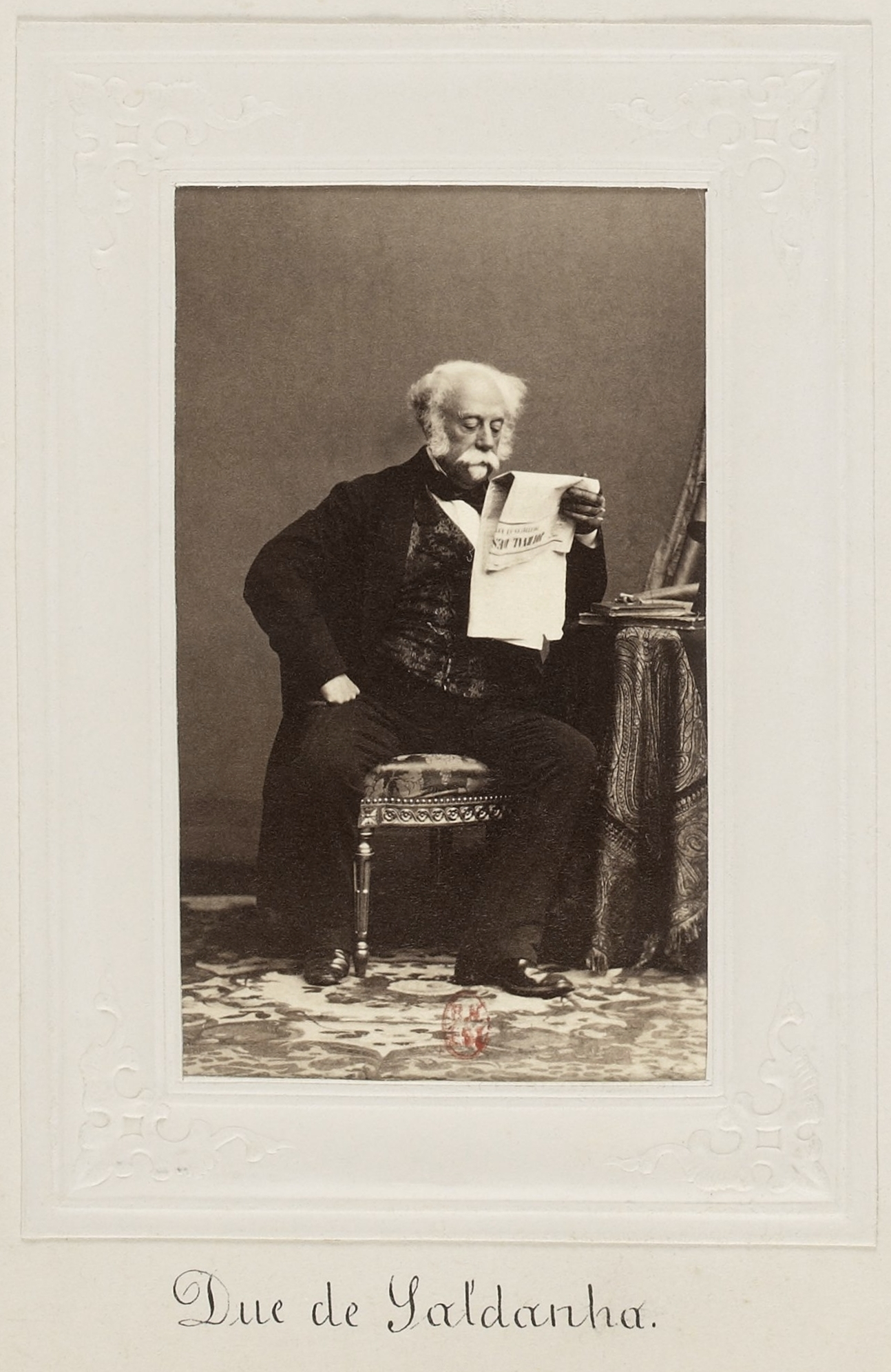
Foto van João Carlos de Saldanha Oliveira e Daun (circa 1870).

João Carlos Gregório Domingos Vicente Francisco de Saldanha Oliveira e Daun, 1ste graaf, markies en hertog van Saldanha (Azinhaga, 17 november 1790 - Londen, 21 november 1876) was een beduidend Portugees liberaal staatsman en generaal. Hij was meermaals minister van Oorlog en van Financiën. Tevens was hij tussen 1835 en 1870 viermaal premier van Portugal.

## Levensloop
Zijn grootvader langs moederkant was Sebastião de Melo, de markies van Pombal, die onder koning Jozef I van Portugal premier was (1750-1777).
In 1808 werd Portugal door Franse troepen bezet. De koninklijke familie vluchtte daarop naar Brazilië en hun nieuwe residentie werd Rio de Janeiro. Het Verenigd Koninkrijk stuurde een expeditieleger onder bevel van Arthur Wellesley en William Beresford om samen met de Portugese legers de Fransen uit Portugal te verdrijven. De gevechten zouden duren tot in 1811. Saldanha vocht voor de Portugese legers en was tijdens de campagne van Beresford om Portugal te bevrijden meermaals actief als buitengewoon bevelhebber.
De reputatie van Saldanha als militair genie werd algauw bekend bij het Portugese hof in Rio de Janeiro. In 1815, nadat Portugal bevrijd was van de Fransen, werd hij door prins-regent Johan naar Brazilië geroepen. Brazilië was toen namelijk in een militair conflict betrokken met het Spaanse onderkoninkrijk Río de la Plata over Uruguay mocht bezitten. Saldanha werd benoemd tot bevelhebber van de Portugees-Braziliaanse troepen en veroverde Montevideo, waardoor de Uruguayaanse vrijheidsstrijder José Gervasio Artigas in ballingschap moest gaan. In 1819 werd hij al op 28-jarige leeftijd benoemd tot generaal en na het einde van de Uruguaycampagne werd hij door koning Johan VI benoemd tot gouverneur van Rio Grande do Sul.
In 1821, nadat er in Portugal een liberale revolutie had plaatsgevonden, keerde koning Johan VI terug naar Lissabon. Zijn oudste zoon en kroonprins Peter bleef als regent in Brazilië. In 1822 verklaarde Peter Brazilië onafhankelijk en nam de titel keizer van Brazilië aan. Saldanha besliste, ondanks dat hij Peter I van Brazilië zeer goed vertrouwde, om terug naar Portugal te keren en het Braziliaanse leger te verlaten.
In 1826 overleed koning Johan VI van Portugal. Keizer Peter I van Brazilië erfde dus ook de Portugese troon, die hij als Peter IV besteeg. Hij benoemde Saldanha tot militaire bevelhebber van Porto. Omdat Peter niet bereid was om Brazilië te verlaten en naar Portugal te gaan, benoemde hij zijn zus Isabella Maria tot regentes van Portugal.
De hoofdvraag van de Portugese binnenlandse politiek van die tijd was of het land geregeerd moest worden via een absolutistische of een constitutionele monarchie. Door de Franse invasie werden de ideeën van de Franse Revolutie ook in Portugal bekend. Na de liberale revolutie had Portugal in 1821 een eerste, liberale, grondwet gekregen, die echter in 1824 herroepen werd. Sindsdien eisten de aanhangers van het liberalisme, waaronder Saldanha, een terugkeer van de constitutionele monarchie. Toen Peter IV koning van Portugal werd, had hij oor voor de eisen van de liberalen en liet in 1826 een nieuwe grondwet schrijven, de zogenaamde Charta. Regentes Isabella Maria en verbonden reactionaire politici waren echter tegen de nieuwe grondwet en probeerden het in kracht treden van het Charta te verhinderen. Saldanha gebruikte zijn militaire macht, die hij als opperbevelhebber in Porto had , om de regentes onder druk te zetten en te dwingen om de grondwet te laten in kracht treden. Ook moest ze aanvaarden dat Saldanha minister van Oorlog werd in de regering. Hij fungeerde als liberale tegenpool tegen de reactionair-absolutistische ingesteldheid van de regentes en van de andere ministers in de regering.
Peter wou echter niet zowel Brazilië als Portugal tegelijkertijd regeren. Daarom trad hij op 5 mei 1826 na twee maanden heerschappij af als koning van Portugal, maar bleef wel keizer van Brazilië. In Portugal werd hij opgevolgd door zijn dochter Maria II. Om zij echter minderjarig was, werd het regentschap van Isabella Maria verlengd.
Peter had echter ook nog een jongere broer, prins Michaël. Michaël was ook antiliberaal en reactionair. Hij had al in 1824 geprobeerd, tegen de wil van zijn vader (koning Johan VI), om de absolute monarchie in Portugal te herstellen. Dit was echter mislukt en Michaël werd naar Oostenrijk verbannen. Peter wou zowel de liberale tak als de reactionaire tak van de koninklijke familie herstellen en besloot daarom dat zijn dochter Maria later moest huwen met Michaël. Zolang de twee niet huwden, moest Michaël in naam van Maria als regent Portugal regeren.
Door de aftreding van Peter en de verwachte aankomst van Michaël begonnen regentes Isabella Maria en de reactionairen plannen te smeden om de absolute monarchie te herstellen. Saldanha, die enkele maanden door ziekte geveld was, kon dit niet tegenhouden. Kort daarop werd hij door Isabella Maria ontslagen als minister van Oorlog, waardoor er geen liberalen meer in de regering zetelden. Saldanha, teleurgesteld wegens de plannen van Peter, begaf hij zich in vrijwillige ballingschap naar het Verenigd Koninkrijk.
In 1828 brak Michael met de eed die hij gezworen had om de grondwetscharta te aanvaarden, riep een traditionele standenvergadering (Cortes) samen en liet zich uitroepen tot koning Michaël I van Portugal. Hij zette dus zijn nicht en toekomstige bruid Maria II af en regeerde vanaf dan als laatste koning van Portugal absolutistisch. Door deze ontwikkelingen werden de spanningen tussen Michaëls aanhangers, wegens hun voorkeur van het absolutisme ook wel "absolutistas" genoemd, en de liberalen, die voor een constitutionele monarchie onder Maria II waren, groter. Michaël I voerde een antiliberaal beleid en stuurde de leiders van de liberalen in ballingschap. 
Peter was niet van plan om de vertrouwensbreuk met zijn broer zomaar te aanvaarden. Op 7 april 1831 trad hij af als keizer van Brazilië om zich volledig met de Portugese conflicten bezig te houden. Hij nam de titel "hertog van Bragança" aan en begaf zich naar Europa. Hij startte in Portugal de Miguelistenoorlog op, een burgeroorlog tussen de "absolutistas" en de liberalen en een oorlog tussen twee broers: Peter en Michaël.
Op 8 juni 1832 landde Peter met een liberaal leger naar Porto en betrad voor het eerst sinds 1807 de Portugese bodem. Saldanha keerde terug vanuit zijn Britse ballingschap om het opperbevel van de liberale troepen op zich te nemen. Samen met António José Severim de Noronha veroverde hij met de liberale troepen de grote steden van het land: Porto en Lissabon. Peter kreeg ook een alliantie van het Verenigd Koninkrijk, Frankrijk en Spanje achter zich en versloeg in 1834 bij de slag van Évoramonte de absolutistische troepen. Michaël moest daarop opnieuw in ballingschap gaan en kort nadien overleed Peter aan tuberculose. Maria II werd door de Cortes volwassen verklaard en kon zelfstandig beginnen regeren.
Nadat de liberalen de "absolutistas" hadden verslagen, vielen ze al gauw uiteen in twee hoofdgroepen. De tegenstelling liet zich vooral zien in de vraag hoe de grondwet van Portugal eruit moest zien. De conservatievere liberalen, cartisten genaamd en waarvan Saldanha deel uitmaakte, hielden vast aan de grondwetscharta van Peter IV. De radicalere liberalen, setembristen genaamd, wilden een nieuwe grondwet, gebaseerd op die van september 1822. Maria II ondersteunde de cartisten, die tussen 1834 en 1836 aan de macht waren. In deze twee jaar benoemde de koningin in snel tempo cartistische regeringen, die wegens setembristische oppositie en interne verdeeldheid bij de cartisten al gauw mislukten. In 1835 leidde ook Saldanha een cartistische regering, waarmee hij voor de eerste keer premier van Portugal was.
In 1836 pleegde de Nationale Garde een staatsgreep van de laatste cartistische regering van António José de Menezes Severim de Noronha. De charta werd buiten werking gesteld en de liberale grondwet van 1822 opnieuw ingevoerd. Tegen haar wil moest de koningin setembristische regeringen benoemen, gedomineerd door de leiders van de setembristen: Manuel da Silva Passos en Bernardo de Sá Nogueira de Figueiredo. Tegen de setembristische regeringen waren er heel wat opstanden en pogingen tot staatsgreep, zoals in juli 1837 bij de zogenaamde opstand van maarschalken, waarbij Saldanha deels betrokken was. De opstand mislukte en Saldanha moest voor korte tijd in ballingschap gaan.
In 1838 keurde de door de setembristen bijeengeroepen grondwetgevende Cortes een nieuwe extreem democratische grondwet goed. Om dit te vieren werd er een algemene amnestie aangekondigd, die ook gold voor Saldanha. Vervolgens keerde hij naar Portugal terug.
In 1842 kwam er na een staatsgreep van António Bernardo da Costa Cabral een einde aan de setembristische periode. Costa Cabral regeerde vervolgens als een cartistische dictator en werd in 1846 ten val gebracht na de opstand van Maria da Fonte. Vervolgens kwam er voor korte tijd een gematigd setembristische regering onder leiding van Pedro de Sousa Holstein aan de macht. Nadat de koningin geloofde dat de rust teruggekeerd was, benoemde ze opnieuw een cartistische regering. Ze durfde echter niet om Costa Cabral opnieuw tot premier te benoemen en benoemde daarom Saldanha als premier. Zijn tweede premierschap duurde van 1846 tot 1849. Saldanha kon echter niet voorkomen dat er een burgeroorlog uitbrak in Portugal en dat er in Porto een setembristische tegenregering kwam. Met de hulp van Britse en Spaanse troepen slaagde hij er in 1847 in om de opstandige setembristen te verslaan. In 1849 werd hij door de koningin ontslagen als premier en vervangen door haar favoriet Costa Cabral, die bij de Portugezen erg ongeliefd was. Hoewel zowel Costa Cabral als Saldanha cartisten waren, ging Saldanha in de oppositie tegen zijn regering. Hij zag Costa Cabral als een gevaarlijke rivaal en wilde hem uit de politiek zien. In 1851 kwam een deel van het leger onder leiding van Saldanha in opstand tegen Costa Cabral, die gedwongen werd om af te treden. Vervolgens was hij van 1851 tot 1856 voor een derde maal premier van Portugal.
Intussen hadden de cartisten en de setembristen politieke partijen gevormd: de cartisten vormden de Regeneratiepartij, onder leiding van Saldanha, en de setembristen de Historische Partij onder leiding van Nuno José Severo de Mendoça Rolim de Moura Barreto, de hertog van Loulé. In 1853 overleed koningin Isabella II en werd ze opgevolgd door haar zoon Peter V. In de periode dat die nog minderjarig was, regeerde zijn vader Ferdinand van Saksen-Coburg-Gotha als regent. Ferdinand liet Saldanha in functie als premier. In 1855 werd Peter V meerderjarig verklaard. Omdat die liberale standpunten had, werd Saldanha in 1856 ontslagen als premier en vervangen door de hertog van Loulé, die een door de Historische Partij gedomineerde regering leidde.
De volgende jaren speelde hij geen beduidende rol meer in de Portugese politiek. Vervolgens diende hij zijn land als ambassadeur in verschillende landen.
In 1870 leidde hij voor de laatste keer een regering. Hij keerde toen terug naar Portugal. Koning Lodewijk I, die in 1861 zijn overleden broer Peter V was opgevolgd als koning van Portugal, wou hem vervolgens wegens zijn grote verdienste tot minister van Oorlog benoemen. De toenmalige premier, de hertog van Loulé, wilde echter de inmiddels 80-jarige generaal, die niet op pensioen wilde gaan, niet in zijn regering toelaten. Als reactie hierop pleegde Saldanha op 19 mei 1870 een staatsgreep en dwong koning Lodewijk om hem tot premier te benoemen. Na drie maanden eindigde zijn premierschap al nadat Bernardo de Sá Nogueira de Figueiredo hem op 29 augustus 1870 afzette. Vervolgens was hij tot aan zijn dood in 1876 ambassadeur in Londen.
Saldanha was twee keer gehuwd en had vijf kinderen.
- Catàleg d'autoritats de noms i títols de Catalunya: 981058525835906706
- Gemeinsame Normdatei: 1282003402
- International Standard Name Identifier: 0000 0000 6633 0265
- Library of Congress Control Number: no89010893
- Nederlandse Thesaurus van Auteursnamen: 153567481
- Système universitaire de documentation: 093088167
- Virtual International Authority File: 56167913
- WorldCat: E39PBJvxyqM6BhRbkxkpYRxCcP